# Ernestina
Ernestina är en kommun i Brasilien.   Den ligger i delstaten Rio Grande do Sul, i den södra delen av landet, 1 500 km söder om huvudstaden Brasília. Antalet invånare är 3 088.
Trakten runt Ernestina består till största delen av jordbruksmark. Runt Ernestina är det glesbefolkat, med 13 invånare per kvadratkilometer.